# リディヤ (小惑星)
リディヤ (3322 Lidiya) は小惑星帯に位置する小惑星である。ソビエト連邦の天文学者タマラ・スミルノワがクリミア天体物理天文台で発見した。
1911年にロシアで女性として最初の飛行免許をとった女性パイロット、リディヤ・ズベレワ（Lidia Vissarionovna Zvereva、ロシア表記： Лидия Виссарионовна Зверева、1890年 –1916年）から命名された。